# Caltra
Caltra est un village situé dans le Comté de Galway, dans la province de Connacht en Irlande.